# Grammopelta lineata
Grammopelta lineata is een vlinder uit de onderfamilie Arsenurinae van de familie nachtpauwogen (Saturniidae).
De wetenschappelijke naam van de soort is, als Copaxa lineata, voor het eerst geldig gepubliceerd door William Schaus in 1906.